# ريد ميلر (لاعب كرة قاعدة)
ريد ميلر (بالإنجليزية: Red Miller)‏ هو لاعب كرة قاعدة أمريكي، ولد في 11 فبراير 1897 في فيلادلفيا في الولايات المتحدة، وتوفي في 20 أكتوبر 1973 في أورلاندو في الولايات المتحدة.